# Лауреано, Рамон
Рамон Лауреано (исп. Ramón Laureano, 15 июля 1994, Санто-Доминго) — доминиканский бейсболист, аутфилдер клуба Главной лиги бейсбола «Окленд Атлетикс».

## Карьера
Рамон Лауреано родился 15 июля 1994 года в Санто-Доминго. В детстве он стал участником программы RBI в Доминиканской Республике, благодаря чему получил приглашение обучаться и играть в бейсбол в США. Он переехал в Нью-Йорк, окончил старшую школу Аппер-Рим на Лонг-Айленде. После школы он поступил в колледж Северо-Восточной Оклахомы.
В 2014 году Лауреано был выбран клубом «Хьюстон Астрос» в шестнадцатом раунде драфта Главной лиги бейсбола. За первые два сезона в фарм-системе команды он продвинулся до уровня АА-лиги. По итогам сезона 2016 года он вошёл в число тридцати лучших молодых игроков «Хьюстона». Сезон 2017 года Лауреано провёл в составе Корпус-Кристи Хукс, сыграв в 123 матчах с показателем отбивания 22,7 %. В ноябре «Астрос» обменяли его в «Окленд Атлетикс» на питчера Брэндона Бейли.
Большую часть 2018 года он провёл в фарм-клубе ААА-лиги «Нэшвилл Саундс», отбивая с показателем 29,7 %, выбив 14 хоум-ранов и украв 11 баз. В начале августа руководство «Атлетикс» перевело его в основной состав команды. Третьего августа Лауреано дебютировал в Главной лиге бейсбола. До конца чемпионата он сыграл за команду в 47 матчах, выделяясь точностью и силой броска. Сезон 2019 года он провёл неровно. В первых двух месяцах Лауреано отбивал с показателем 25,9 %, затем он поднялся выше 31,0 %, а к концу чемпионата составил 28,8 %. Летом он пропустил шесть недель из-за травмы ноги. В 2020 году Лауреано сыграл в 54 матчах сокращённого чемпионата, эффективность его игры на бите снизилась до 21,3 %. В августе он отбыл четырёхматчевую дисквалификацию за участие в драке во время игры против «Хьюстона».
В 2021 году Лауреано сыграл за «Атлетикс» в 88 матчах, отбивая с показателем 24,6 %, выбив 14 хоум-ранов и набрав 39 RBI. В августе он был дисквалифицирован лигой на 80 матчей после положительного допинг-теста, обнаружившего следы нандролона.